# Gholam Ali
Gholam Ali (3 settembre 1974) è un ex calciatore emiratino, di ruolo centrocampista.